# Paul Weller
Paul Weller (født John William Weller den 25. maj 1958 i Sheerwater nær Woking i England) er en engelsk sangskriver, sanger og guitarist.
Weller var med til at danne gruppen The Jam (1973-1982), der hentede inspiration fra punk og tressergrupper som The Beatles, The Kinks, The Small Faces og The Who. The Jam debuterede med singlen In The City i 1977, som blev fulgt op af en række hitsingler, bl.a. Going Underground, Eton Rifles, Start og A Town Called Malice. Blandt deres album er In the City, All Mod Cons, Setting Sons og Sound Affects. The Jam gav to koncerter i Danmark i 1981 og 1982 og optrådte på dansk tv.
Paul Weller besluttede i 1982, at han ikke ønskede, at The Jam skulle fortsætte. Han dannede i stedet The Style Council sammen med organisten Mick Talbot (født 1959). Sammen med en række andre musikere udgav de en række hitsingler og album, der hentede inspiration fra flere genrer: Northern soul, jazz, rap, pop og senere også klassisk musik. The Style Council havde endvidere en markant politisk profil, idet de i sangtekster og interviews gik til angreb på Margaret Thatchers regering. Blandt singlerne kan nævnes "Speak Like a Child", "Money-Go-Round", "Long Hot Summer" og "Shout to the Top", og blandt deres album Cafe Bleu, Our Favourite Shop og Confessions of a Pop Group. The Style Council optrådte i Danmark på Roskildefestivalen i 1985.
The Style Councils popularitet dalede sidst i 1980'erne, og da deres pladeselskab nægtede at udgive et house-inspireret album i 1989, blev The Style Council opløst.
Paul Weller optrådte herefter i en periode under navnet The Paul Weller Movement og udsendte under det navn singlen "Into Tomorrow" i 1991. Siden har han optrådt og indspillet i eget navn. Med albummet Wild Wood opnåede han i 1993 et markant comeback, og med Stanley Road var han i 1995 tilbage som et af de væsentligste navne i engelsk rockmusik. Han har siden udsendt en række yderligere album, heriblandt 22 Dreams (2008) og Wake Up The Nation (2010), og gennemført talrige turnéer. Paul Weller har optrådt en gang under eget navn i Danmark, på Roskildefestivalen i 1995.
I 2006 blev Paul Weller hædret med en Lifetime Achievement Award ved den årlige uddeling af Brit Awards. I 2010 modtog han en tilsvarende Lifetime Achievement Award ved uddelingen af Ivor Novello Awards.
Paul Weller har en stor og trofast skare af fans, der følger hans koncerter og udgivelser i tykt og tyndt, ikke blot i England, men i resten af verden. I medierne kaldes han ofte the modfather, dels fordi han er inspireret af 1960'ernes mods, dels fordi mange yngre musikere er blevet inspireret af hans musik.